# Keng
Keng – wieś w Botswanie w dystrykcie Southern. Według spisu ludności z 2011 roku wieś liczyła 992 mieszkańców.